# Campeonato colombiano 1957
El Campeonato colombiano 1957 fue el décimo torneo de la Categoría Primera A de fútbol profesional colombiano en la historia. 
El campeón de esta edición fue el Independiente Medellín obteniendo su segundo título. El subcampeón fue el Deportes Tolima. El campeonato empezó el 31 de marzo de 1957. El goleador de este torneo fue José Vicente Grecco del Independiente Medellín con 30 goles, seguido de Jaime Gutiérrez del mismo equipo con 23 goles.

## Desarrollo
Este torneo fue uno de los más largos y convulsionados de la historia del fútbol colombiano: debido a las sempiternas bajas taquillas que se recolectaban durante los partidos del campeonato, sobre todo en las plazas diferentes a las de las grandes ciudades (Bogotá, Cali y Medellín), la División Mayor del Fútbol Colombiano se vio obligada a inventar nuevos sistemas de competición que buscaran aumentar la emotividad entre los interesados y, con ello, mejorar la recaudación por compra de boletería. Para ello, en primer lugar se aprovechó la desaparición del Club Libertad de Barranquilla. para reducir el número de participantes a 12 equipos; y luego se estableció una fase inicial de todos contra todos de ida y vuelta, de los cuales clasificarían los 8 primeros equipos a un octogonal final que se volvería a disputar entre todos contra todos, de ida y vuelta, para consagrar al campeón.
Sin embargo, a falta de dos jornadas para terminar la fase inicial, cuando ya estaban casi prácticamente definidos los que iban a ser los cuatro equipos eliminados (Atlético Nacional, Millonarios, Atlético Bucaramanga y América), se celebró una nueva Asamblea de la Dimayor el 31 de agosto, que anulaba la fase de octogonales y la reemplazaba por dos vueltas con la participación de todos los equipos, con lo que el torneo finalizaría al siguiente año. El argumento empleado para la decisión fue que la eliminación significaba una sentencia de muerte para dichos clubes desde que quedaban obligados a subsistir sin ingresos por taquilla durante cuatro meses, algo totalmente imposible de lograr y que solo los abocaba a la disolución, liquidación y extinción de sus instituciones, con especial énfasis en el caso del equipo embajador, el cual había sido de lejos el más ganador hasta ese momento (con 4 títulos de Liga, 1 Copa Colombia y 1 Pequeña Copa del Mundo) y al que muchos equipos del entorno habían recurrido para disputar amistosos a lo largo de esos años con el fin de generar ingresos extra para la subsistencia de estos, gracias al espectáculo futbolero que brindaron a lo largo y ancho del país. La decisión de esa asamblea, no obstante, fue demandada y posteriormente anulada en una nueva reunión celebrada el 11 de septiembre, en la que los equipos clasificados, liderados por los directivos del Independiente Santa Fe y el Deportivo Independiente Medellín, pretendieron seguir con el campeonato tal y como se planeó; sin embargo, en solidaridad con los equipos eliminados, los equipos Boca Juniors de Cali y Deportes Tolima se negaron a participar en la siguiente fase. De esta manera, se desataba una enorme crisis interna en la institución rectora del fútbol profesional en Colombia, mientras que solo se habían alcanzado a disputar 3 de las 14 fechas previstas para el octogonal.
Frente a esta situación, el gobernador del Tolima, Manuel Coronado, concertó una reunión a la que asistieron los equipos eliminados, el Consejo Directivo de la Dimayor y varios periodistas deportivos, con el fin de llegar a una solución aceptable para todas las partes. Gracias a esto, finalmente se llegaría a un principio de acuerdo: la Dimayor terminaría el torneo desarrollado hasta ese punto, declararía campeón al Deportivo Independiente Medellín y crearía una nueva competencia que garantizara la participación de todos los equipos hasta finales de ese año. A pesar de la concertación a la que se llegó, la ausencia de los equipos clasificados en dicha reunión significó que, con el pasar de los días, varios de ellos se manifestaran en contra de la propuesta; sin embargo, terminarían aceptando una propuesta modificada por los representantes del Independiente Santa Fe que respetaría lo acordado en Ibagué, pero sin dar por terminado el campeonato profesional de ese año. Así pues, se diseñó un nuevo torneo en el que se definieron dos hexagonales que se disputarían en un todos contra todos y que se jugarían a ida y vuelta, armados con base a la cercanía geográfica de los equipos para evitar más costos. Los primeros de cada hexagonal jugarían una final y el ganador de esta jugaría una gran final contra el Independiente Medellín, que fue el líder indiscutido de la fase inicial. Los hexagonales se armaron de la siguiente manera.
- Grupo A: Unión Magdalena, Independiente Medellín, Atlético Nacional, Deportivo Pereira, Deportes Quindío y Deportes Tolima

- Grupo B: América de Cali, Boca Juniors de Cali, Atlético Bucaramanga, Cúcuta Deportivo, Millonarios y Santa Fe.

Por el 'Grupo B' se clasificó el Cúcuta Deportivo mientras que en el 'Grupo A' se presentó un triple empate entre el DIM, el Pereira y el Tolima, por lo que debieron jugar una serie extra ganada por el conjunto tolimense. La final disputada entre el Cúcuta Deportivo y el Deportes Tolima sería ganada por los «Motilones» que pasaron a disputar la gran final con el «Poderoso», el cual demostró ser el justo campeón tras vencer a su rival 4-3 en Cúcuta y 4-0 en Medellín. Disputada la gran final, se enfrentó el perdedor de esta nuevamente con el Tolima para definir la segunda plaza del torneo, en la cual los «Pijaos» tomaron revancha y ganaron la serie. De esta manera, se daría el curioso hecho de que el Deportes Tolima no jugaría la gran final del torneo, pero aun así conseguiría el subcampeonato. Igualmente cabe destacar que en esta temporada se presentó el juego con mayor cantidad de goles en la historia del fútbol colombiano: El 9 de junio, el Independiente Medellín goleó 9-5 al Independiente Santa Fe en un partido que, en lo que se constituiría en otra extrañeza, sería calificado por los reporteros como "discreto".

## Datos de los clubes
| Equipo                 | Departamento       | Ciudad      |
| ---------------------- | ------------------ | ----------- |
| América de Cali        | Valle del Cauca    | Cali        |
| Atlético Bucaramanga   | Santander          | Bucaramanga |
| Atlético Nacional      | Antioquia          | Medellín    |
| Boca Juniors de Cali   | Valle del Cauca    | Cali        |
| Cúcuta Deportivo       | Norte de Santander | Cúcuta      |
| Deportes Quindío       | Caldas             | Armenia     |
| Deportes Tolima        | Tolima             | Ibagué      |
| Deportivo Pereira      | Caldas             | Pereira     |
| Independiente Medellín | Antioquia          | Medellín    |
| Millonarios            | Bogotá, D. C.      | Bogotá      |
| Santa Fe               | Bogotá, D. C.      | Bogotá      |
| Unión Magdalena        | Magdalena          | Santa Marta |

## Todos Contra Todos
| Pos. | Equipo                 | Pts. | PJ | G  | E | P  | GF | GC | Dif. | Clasificación |
| ---- | ---------------------- | ---- | -- | -- | - | -- | -- | -- | ---- | ------------- |
| 1    | Independiente Medellín | 36   | 22 | 16 | 4 | 2  | 69 | 31 | +38  | Final.        |
| 2    | Boca Juniors de Cali   | 29   | 22 | 12 | 5 | 5  | 43 | 26 | +17  |               |
| 3    | Deportes Quindío       | 24   | 22 | 10 | 4 | 8  | 34 | 30 | +4   |               |
| 4    | Deportivo Pereira      | 24   | 22 | 9  | 6 | 7  | 42 | 51 | −9   |               |
| 5    | Cúcuta Deportivo       | 22   | 22 | 7  | 8 | 7  | 37 | 38 | −1   |               |
| 6    | Unión Magdalena        | 21   | 22 | 7  | 7 | 8  | 32 | 32 | 0    |               |
| 7    | Santa Fe               | 21   | 22 | 7  | 7 | 8  | 52 | 52 | 0    |               |
| 8    | Deportes Tolima        | 20   | 22 | 7  | 6 | 9  | 41 | 47 | −6   |               |
| 9    | América de Cali        | 19   | 22 | 8  | 3 | 11 | 39 | 46 | −7   |               |
| 10   | Atlético Nacional      | 17   | 22 | 6  | 5 | 11 | 31 | 41 | −10  |               |
| 11   | Atlético Bucaramanga   | 16   | 22 | 6  | 4 | 12 | 28 | 37 | −9   |               |
| 12   | Millonarios            | 15   | 22 | 4  | 7 | 11 | 25 | 42 | −17  |               |

 Fuente: Rsssf

## Resultados
Fecha 01 (marzo 31)
| Boca Juniors | 2 | 2 | Pereira         |
| Cúcuta       | 3 | 1 | Millonarios     |
| Tolima       | 2 | 2 | Unión Magdalena |
| Medellín     | 3 | 2 | Bucaramanga     |
| Santa Fe     | 1 | 2 | Nacional        |
| Quindío      | 1 | 1 | América         |

Fecha 02 (abril 07)
| América         | 1 | 2 | Medellín     |
| Bucaramanga     | 1 | 1 | Santa Fe     |
| Nacional        | 0 | 0 | Cúcuta       |
| Pereira         | 4 | 4 | Tolima       |
| Millonarios     | 1 | 0 | Boca Juniors |
| Unión Magdalena | 0 | 0 | Quindío      |

Fecha 03 (abril 14)
| Bucaramanga  | 3 | 1 | América         |
| Boca Juniors | 3 | 1 | Nacional        |
| Tolima       | 2 | 0 | Millonarios     |
| Medellín     | 6 | 1 | Unión Magdalena |
| Santa Fe     | 4 | 1 | Cúcuta          |
| Quindío      | 5 | 0 | Pereira         |

Fecha 04 (abril 21)
| América         | 5 | 5 | Santa Fe     |
| Nacional        | 5 | 3 | Tolima       |
| Cúcuta          | 2 | 2 | Boca Juniors |
| Pereira         | 2 | 6 | Medellín     |
| Millonarios     | 0 | 1 | Quindío      |
| Unión Magdalena | 1 | 2 | Bucaramanga  |

Fecha 05 (abril 28)
| América     | 1 | 0 | Unión Magdalena |
| Bucaramanga | 2 | 1 | Pereira         |
| Tolima      | 2 | 1 | Cúcuta          |
| Medellín    | 4 | 1 | Millonarios     |
| Santa Fe    | 6 | 1 | Boca Juniors    |
| Quindío     | 3 | 1 | Nacional        |

Fecha 06 (mayo 05)
| Nacional        | 0 | 2 | Medellín    |
| Boca Juniors    | 2 | 2 | Tolima      |
| Cúcuta          | 4 | 5 | Quindío     |
| Pereira         | 4 | 3 | América     |
| Millonarios     | 3 | 4 | Bucaramanga |
| Unión Magdalena | 1 | 2 | Santa Fe    |

Fecha 07 (mayo 12)
| América         | 0 | 2 | Millonarios  |
| Bucaramanga     | 0 | 1 | Nacional     |
| Medellín        | 4 | 2 | Cúcuta       |
| Santa Fe        | 4 | 3 | Tolima       |
| Quindío         | 0 | 1 | Boca Juniors |
| Unión Magdalena | 3 | 0 | Pereira      |

Fecha 08 (mayo 26)
| Nacional     | 2 | 1 | América         |
| Boca Juniors | 2 | 2 | Medellín        |
| Cúcuta       | 3 | 1 | Bucaramanga     |
| Tolima       | 2 | 3 | Quindío         |
| Pereira      | 4 | 1 | Santa Fe        |
| Millonarios  | 1 | 3 | Unión Magdalena |

Fecha 09 (mayo 30)
| América         | 3 | 2 | Cúcuta       |
| Bucaramanga     | 1 | 0 | Boca Juniors |
| Pereira         | 3 | 0 | Millonarios  |
| Medellín        | 4 | 3 | Tolima       |
| Santa Fe        | 1 | 2 | Quindío      |
| Unión Magdalena | 3 | 1 | Nacional     |

Fecha 10 (junio 02)
| Nacional     | 2 | 3 | Pereira         |
| Boca Juniors | 3 | 0 | América         |
| Cúcuta       | 3 | 2 | Unión Magdalena |
| Tolima       | 1 | 0 | Bucaramanga     |
| Millonarios  | 3 | 2 | Santa Fe        |
| Quindío      | 1 | 2 | Medellín        |

Fecha 11 (junio 09)
| América         | 1 | 0 | Tolima       |
| Bucaramanga     | 2 | 3 | Quindío      |
| Pereira         | 3 | 2 | Cúcuta       |
| Medellín        | 9 | 5 | Santa Fe     |
| Millonarios     | 1 | 1 | Nacional     |
| Unión Magdalena | 0 | 2 | Boca Juniors |

Fecha 12 (julio 14)
| América         | 4 | 0 | Quindío      |
| Bucaramanga     | 0 | 4 | Medellín     |
| Nacional        | 3 | 4 | Santa Fe     |
| Pereira         | 2 | 1 | Boca Juniors |
| Millonarios     | 2 | 2 | Cúcuta       |
| Unión Magdalena | 3 | 1 | Tolima       |

Fecha 13 (julio 20)
| Boca Juniors | 2 | 0 | Millonarios     |
| Cúcuta       | 2 | 1 | Nacional        |
| Tolima       | 2 | 1 | Pereira         |
| Medellín     | 3 | 1 | América         |
| Santa Fe     | 4 | 2 | Bucaramanga     |
| Quindío      | 2 | 1 | Unión Magdalena |

Fecha 14 (julio 28)
| América         | 3 | 2 | Bucaramanga  |
| Nacional        | 0 | 3 | Boca Juniors |
| Cúcuta          | 2 | 1 | Santa Fe     |
| Pereira         | 2 | 1 | Quindío      |
| Millonarios     | 1 | 2 | Tolima       |
| Unión Magdalena | 2 | 0 | Medellín     |

Fecha 15 (agosto 04)
| Bucaramanga  | 0 | 0 | Unión Magdalena |
| Boca Juniors | 2 | 2 | Cúcuta          |
| Tolima       | 2 | 2 | Nacional        |
| Medellín     | 8 | 1 | Pereira         |
| Santa Fe     | 2 | 0 | América         |
| Quindío      | 0 | 1 | Millonarios     |

Fecha 16 (agosto 07)
| Nacional        | 0 | 0 | Quindío     |
| Boca Juniors    | 3 | 0 | Santa Fe    |
| Cúcuta          | 3 | 1 | Tolima      |
| Pereira         | 1 | 0 | Bucaramanga |
| Millonarios     | 1 | 3 | Medellín    |
| Unión Magdalena | 4 | 2 | América     |

Fecha 17 (agosto 11)
| América     | 2 | 1 | Pereira         |
| Bucaramanga | 2 | 2 | Millonarios     |
| Tolima      | 2 | 5 | Boca Juniors    |
| Medellín    | 1 | 2 | Nacional        |
| Santa Fe    | 0 | 0 | Unión Magdalena |
| Quindío     | 1 | 1 | Cúcuta          |

Fecha 18 (agosto 15)
| Nacional     | 2 | 2 | Bucaramanga     |
| Boca Juniors | 1 | 0 | Quindío         |
| Cúcuta       | 0 | 0 | Medellín        |
| Tolima       | 2 | 2 | Santa Fe        |
| Pereira      | 3 | 3 | Unión Magdalena |
| Millonarios  | 2 | 2 | América         |

Fecha 19 (agosto 18)
| América         | 4 | 1 | Nacional     |
| Bucaramanga     | 2 | 0 | Cúcuta       |
| Medellín        | 2 | 1 | Boca Juniors |
| Santa Fe        | 3 | 3 | Pereira      |
| Quindío         | 1 | 2 | Tolima       |
| Unión Magdalena | 1 | 1 | Millonarios  |

Fecha 20 (agosto 25)
| Nacional     | 1 | 2 | Unión Magdalena |
| Boca Juniors | 1 | 0 | Bucaramanga     |
| Cúcuta       | 2 | 1 | América         |
| Tolima       | 1 | 1 | Medellín        |
| Millonarios  | 1 | 1 | Pereira         |
| Quindío      | 3 | 2 | Santa Fe        |

Fecha 21 (septiembre 01)
| América         | 1 | 4 | Boca Juniors |
| Bucaramanga     | 0 | 1 | Tolima       |
| Pereira         | 1 | 0 | Nacional     |
| Medellín        | 2 | 1 | Quindío      |
| Santa Fe        | 1 | 1 | Millonarios  |
| Unión Magdalena | 0 | 0 | Cúcuta       |

Fecha 22 (septiembre 08)
| Nacional     | 3 | 0 | Millonarios     |
| Boca Juniors | 2 | 0 | Unión Magdalena |
| Cúcuta       | 0 | 0 | Pereira         |
| Tolima       | 1 | 2 | América         |
| Santa Fe     | 1 | 1 | Medellín        |
| Quindío      | 1 | 0 | Bucaramanga     |

| 1957                   | AME | BJC | BUC | CUC | MAG | DIM | MIL | NAL | PER | QUI | SFE | TOL |
| América de Cali        |     | 1:4 | 3:2 | 3:2 | 1:0 | 1:2 | 0:2 | 4:1 | 2:1 | 4:0 | 5:5 | 1:0 |
| Boca Juniors de Cali   | 3:0 |     | 1:0 | 2:2 | 2:0 | 2:2 | 2:0 | 3:1 | 2:2 | 1:0 | 3:0 | 2:2 |
| Atlético Bucaramanga   | 3:1 | 1:0 |     | 2:0 | 0:0 | 0:4 | 2:2 | 0:1 | 2:1 | 2:3 | 1:1 | 0:1 |
| Cúcuta Deportivo       | 2:1 | 2:2 | 3:1 |     | 3:2 | 0:0 | 3:1 | 2:1 | 0:0 | 4:5 | 2:1 | 3:1 |
| Unión Magdalena        | 4:2 | 0:2 | 1:2 | 0:0 |     | 2:0 | 1:1 | 3:1 | 3:0 | 0:0 | 1:2 | 3:1 |
| Independiente Medellín | 3:1 | 2:1 | 3:2 | 4:2 | 6:1 |     | 4:1 | 1:2 | 8:1 | 2:1 | 9:5 | 4:3 |
| Millonarios            | 2:2 | 1:0 | 3:4 | 2:2 | 1:3 | 1:3 |     | 1:1 | 1:1 | 0:1 | 1:1 | 1:2 |
| Atlético Nacional      | 2:1 | 0:3 | 2:2 | 0:0 | 1:2 | 0:2 | 3:0 |     | 2:3 | 0:0 | 3:4 | 5:3 |
| Deportivo Pereira      | 4:3 | 2:1 | 1:0 | 3:2 | 3:3 | 2:6 | 3:0 | 1:0 |     | 2:1 | 4:1 | 4:4 |
| Deportes Quindío       | 1:1 | 0:1 | 1:0 | 1:1 | 2:1 | 1:2 | 0:1 | 3:1 | 5:0 |     | 3:2 | 1:2 |
| Independiente Santa Fe | 2:0 | 6:1 | 4:2 | 4:1 | 0:0 | 1:1 | 2:3 | 1:2 | 3:3 | 1:2 |     | 4:3 |
| Deportes Tolima        | 1:2 | 2:5 | 1:0 | 2:1 | 2:2 | 1:1 | 2:0 | 2:2 | 2:1 | 2:3 | 2:2 |     |

## Octogonal (Cancelado)
| Pos. | Equipo                 | Pts. | PJ | G | E | P | GF | GC | Dif. |
| ---- | ---------------------- | ---- | -- | - | - | - | -- | -- | ---- |
| 1    | Independiente Medellín | 6    | 3  | 3 | 0 | 0 | 13 | 4  | +9   |
| 2    | Deportes Quindío       | 4    | 2  | 2 | 0 | 0 | 3  | 1  | +2   |
| 3    | Unión Magdalena        | 3    | 2  | 1 | 1 | 0 | 2  | 2  | 0    |
| 4    | Deportivo Pereira      | 2    | 3  | 1 | 0 | 2 | 6  | 6  | 0    |
| 5    | Santa Fe               | 1    | 2  | 0 | 1 | 1 | 4  | 5  | −1   |
| 6    | Deportes Tolima        | 0    | 1  | 0 | 0 | 1 | 0  | 1  | −1   |
| 7    | Boca Juniors de Cali   | 0    | 1  | 0 | 0 | 1 | 0  | 2  | −2   |
| 8    | Cúcuta Deportivo       | 0    | 2  | 0 | 0 | 2 | 2  | 11 | −9   |

 Fuente: Rsssf

Resultados
| Fecha 1 septiembre 14 | Fecha 1 septiembre 14 | Fecha 1 septiembre 14 |
| --------------------- | --------------------- | --------------------- |
| Equipo Local          | Resultado             | Equipo Visitante      |
| Medellín              | 7 - 1                 | Cúcuta                |
| Pereira               | 1 - 2                 | Quindío               |
| Tolima                |                       | Magdalena             |
| Boca Js de Cali       |                       | Santa Fe              |

| Fecha 2 septiembre 21 | Fecha 2 septiembre 21 | Fecha 2 septiembre 21 |
| --------------------- | --------------------- | --------------------- |
| Equipo Local          | Resultado             | Equipo Visitante      |
| Santa Fe              | 2 - 3                 | Medellín              |
| Magdalena             | 2 - 0                 | Boca Js de Cali       |
| Quindío               | 1 - 0                 | Tolima                |
| Cúcuta                | 1 - 4                 | Pereira               |

| Fecha 3 septiembre 28 | Fecha 3 septiembre 28 | Fecha 3 septiembre 28 |
| --------------------- | --------------------- | --------------------- |
| Equipo Local          | Resultado             | Equipo Visitante      |
| Santa Fe              | 2 - 2                 | Magdalena             |
| Medellín              | 3 - 1                 | Pereira               |
| Tolima                |                       | Cúcuta                |
| Boca Js de Cali       |                       | Quindío               |

| Segunda ronda 1957     | BJC | CUC | MAG | DIM | PER | QUI | SFE | TOL |
| Boca Juniors de Cali   |     |     |     |     |     |     |     |     |
| Cúcuta Deportivo       |     |     |     |     | 1:4 |     |     |     |
| Unión Magdalena        | 2:0 |     |     |     |     |     |     |     |
| Independiente Medellín |     | 7:1 |     |     | 3:1 |     |     |     |
| Deportivo Pereira      |     |     |     |     |     | 1:2 |     |     |
| Deportes Quindío       |     |     |     |     |     |     |     | 1:0 |
| Independiente Santa Fe |     |     | 2:2 | 2:3 |     |     |     |     |
| Deportes Tolima        |     |     |     |     |     |     |     |     |

- (Negro) Torneo cancelado por protesta de los equipos eliminados.

## Grupos hexagonales

### Grupo A
| Pos. | Equipo                 | Pts. | PJ | G | E | P | GF | GC | Dif. | Clasificación |
| ---- | ---------------------- | ---- | -- | - | - | - | -- | -- | ---- | ------------- |
| 1    | Independiente Medellín | 12   | 10 | 5 | 2 | 3 | 24 | 16 | +8   | Desempate.    |
| 2    | Deportivo Pereira      | 12   | 10 | 5 | 2 | 3 | 23 | 18 | +5   | Desempate.    |
| 3    | Deportes Tolima        | 12   | 10 | 4 | 4 | 2 | 22 | 19 | +3   | Desempate.    |
| 4    | Deportes Quindío       | 10   | 10 | 2 | 6 | 2 | 18 | 18 | 0    |               |
| 5    | Atlético Nacional      | 9    | 10 | 3 | 3 | 4 | 17 | 16 | +1   |               |
| 6    | Unión Magdalena        | 5    | 10 | 0 | 5 | 5 | 10 | 27 | −17  |               |

 Fuente: Rsssf

### Resultados
| Fecha 1 octubre 06 | Fecha 1 octubre 06 | Fecha 1 octubre 06 |
| Local              | Resultado          | Visitante          |
| ------------------ | ------------------ | ------------------ |
| Magdalena          | 0 - 3              | Medellín           |
| Nacional           | 1 - 3              | Quindío            |
| Pereira            | 1 - 1              | Tolima             |

| Fecha 2 octubre 13 | Fecha 2 octubre 13 | Fecha 2 octubre 13 |
| Local              | Resultado          | Visitante          |
| ------------------ | ------------------ | ------------------ |
| Medellín           | 2 - 1              | Nacional           |
| Tolima             | 1 - 1              | Magdalena          |
| Quindío            | 0 - 3              | Pereira            |

| Fecha 3 octubre 20 | Fecha 3 octubre 20 | Fecha 3 octubre 20 |
| Local              | Resultado          | Visitante          |
| ------------------ | ------------------ | ------------------ |
| Magdalena          | 1 - 1              | Quindío            |
| Medellín           | 3 - 5              | Tolima             |
| Pereira            | 2 - 1              | Nacional           |

| Fecha 4 octubre 27 | Fecha 4 octubre 27 | Fecha 4 octubre 27 |
| Local              | Resultado          | Visitante          |
| ------------------ | ------------------ | ------------------ |
| Nacional           | 3 - 0              | Magdalena          |
| Pereira            | 2 - 0              | Medellín           |
| Tolima             | 0 - 0              | Quindío            |

| Fecha 5 noviembre 01 | Fecha 5 noviembre 01 | Fecha 5 noviembre 01 |
| Local                | Resultado            | Visitante            |
| -------------------- | -------------------- | -------------------- |
| Quindío              | 2 - 2                | Medellín             |
| Magdalena            | 2 - 2                | Pereira              |
| Nacional             | 3 - 1                | Tolima               |

| Fecha 6 noviembre 03 | Fecha 6 noviembre 03 | Fecha 6 noviembre 03 |
| Local                | Resultado            | Visitante            |
| -------------------- | -------------------- | -------------------- |
| Medellín             | 5 - 0                | Magdalena            |
| Quindío              | 2 - 2                | Nacional             |
| Tolima               | 4 - 2                | Pereira              |

| Fecha 7 noviembre 10 | Fecha 7 noviembre 10 | Fecha 7 noviembre 10 |
| Local                | Resultado            | Visitante            |
| -------------------- | -------------------- | -------------------- |
| Nacional             | 1 - 1                | Medellín             |
| Magdalena            | 1 - 4                | Tolima               |
| Pereira              | 1 - 1                | Quindío              |

| Fecha 8 noviembre 17 | Fecha 8 noviembre 17 | Fecha 8 noviembre 17 |
| Local                | Resultado            | Visitante            |
| -------------------- | -------------------- | -------------------- |
| Quindío              | 4 - 4                | Magdalena            |
| Tolima               | 0 - 3                | Medellín             |
| Nacional             | 3 - 2                | Pereira              |

| Fecha 9 noviembre 24 | Fecha 9 noviembre 24 | Fecha 9 noviembre 24 |
| Local                | Resultado            | Visitante            |
| -------------------- | -------------------- | -------------------- |
| Magdalena            | 0 - 0                | Nacional             |
| Medellín             | 5 - 3                | Pereira              |
| Quindío              | 3 - 3                | Tolima               |

| Fecha 10 noviembre 30 | Fecha 10 noviembre 30 | Fecha 10 noviembre 30 |
| Local                 | Resultado             | Visitante             |
| --------------------- | --------------------- | --------------------- |
| Medellín              | 0 - 2                 | Quindío               |
| Pereira               | 4 - 1                 | Magdalena             |
| Tolima                | 3 - 2                 | Nacional              |

| Segunda fase - Grupo A - 1957 | MAG | DIM | NAL | PER | QUI | TOL |
| Unión Magdalena               |     | 0:3 | 0:0 | 2:2 | 1:1 | 1:4 |
| Independiente Medellín        | 5:0 |     | 2:1 | 5:3 | 0:2 | 3:5 |
| Atlético Nacional             | 3:0 | 1:1 |     | 3:2 | 1:3 | 3:1 |
| Deportivo Pereira             | 4:1 | 2:0 | 2:1 |     | 2:1 | 1:1 |
| Deportes Quindío              | 4:4 | 2:2 | 2:2 | 0:3 |     | 3:3 |
| Deportes Tolima               | 1:1 | 0:3 | 3:2 | 4:2 | 0:0 |     |

### Desempate Grupo A
| Pos. | Equipo                 | Pts. | PJ | G | E | P | GF | GC | Dif. | Clasificación      |
| ---- | ---------------------- | ---- | -- | - | - | - | -- | -- | ---- | ------------------ |
| 1    | Deportes Tolima        | 5    | 4  | 2 | 1 | 1 | 8  | 6  | +2   | Final Hexagonales. |
| 2    | Deportivo Pereira      | 5    | 4  | 2 | 1 | 1 | 7  | 6  | +1   |                    |
| 3    | Independiente Medellín | 2    | 4  | 1 | 0 | 3 | 5  | 8  | −3   |                    |

 Fuente: Rsssf
| Diciembre 08 | Pereira  | 2 | 2 | Tolima   |
| Diciembre 22 | Tolima   | 2 | 1 | Pereira  |
| Enero 12     | Pereira  | 2 | 1 | Medellín |
| Enero 15     | Medellín | 1 | 2 | Pereira  |
| Febrero 19   | Tolima   | 4 | 1 | Medellín |
| Febrero 02   | Medellín | 2 | 0 | Tolima   |

| Desempate - Grupo A - 1957 | DIM | PER | TOL |
| Independiente Medellín     |     | 1:2 | 2:0 |
| Deportivo Pereira          | 2:1 |     | 2:2 |
| Deportes Tolima            | 4:1 | 2:1 |     |

### Grupo B
| Pos. | Equipo               | Pts. | PJ | G | E | P | GF | GC | Dif. | Clasificación      |
| ---- | -------------------- | ---- | -- | - | - | - | -- | -- | ---- | ------------------ |
| 1    | Cúcuta Deportivo     | 14   | 10 | 6 | 2 | 2 | 19 | 14 | +5   | Final Hexagonales. |
| 2    | Atlético Bucaramanga | 12   | 10 | 5 | 2 | 3 | 15 | 9  | +6   |                    |
| 3    | Santa Fe             | 10   | 10 | 4 | 2 | 4 | 14 | 12 | +2   |                    |
| 4    | Millonarios          | 10   | 10 | 4 | 2 | 4 | 13 | 15 | −2   |                    |
| 5    | Boca Juniors de Cali | 8    | 10 | 3 | 2 | 5 | 10 | 14 | −4   |                    |
| 6    | América de Cali      | 6    | 10 | 3 | 0 | 7 | 10 | 17 | −7   |                    |

 Fuente: Rsssf

### Resultados
| Fecha 1 octubre 06 | Fecha 1 octubre 06 | Fecha 1 octubre 06 |
| Equipo Local       | Resultado          | Equipo Visitante   |
| ------------------ | ------------------ | ------------------ |
| Cúcuta             | 4 - 3              | América            |
| Millonarios        | 1 - 0              | Bucaramanga        |
| Boca Js de Cali    | 2 - 0              | Santa Fe           |

| Fecha 2 octubre 13 | Fecha 2 octubre 13 | Fecha 2 octubre 13 |
| Equipo Local       | Resultado          | Equipo Visitante   |
| ------------------ | ------------------ | ------------------ |
| América            | 1 - 0              | Millonarios        |
| Santa Fe           | 2 - 3              | Cúcuta             |
| Bucaramanga        | 2 - 0              | Boca Js de Cali    |

| Fecha 3 octubre 20 | Fecha 3 octubre 20 | Fecha 3 octubre 20 |
| Equipo Local       | Resultado          | Equipo Visitante   |
| ------------------ | ------------------ | ------------------ |
| Cúcuta             | 2 - 0              | Bucaramanga        |
| América            | 0 - 0              | Santa Fe           |
| Millonarios        | 1 - 0              | Boca Js de Cali    |

| Fecha 4 octubre 27 | Fecha 4 octubre 27 | Fecha 4 octubre 27 |
| Equipo Local       | Resultado          | Equipo Visitante   |
| ------------------ | ------------------ | ------------------ |
| Bucaramanga        | 2 - 1              | América            |
| Boca Js de Cali    | 3 - 0              | Cúcuta             |
| Millonarios        | 1 - 1              | Santa Fe           |

| Fecha 5 noviembre 01 | Fecha 5 noviembre 01 | Fecha 5 noviembre 01 |
| Equipo Local         | Resultado            | Equipo Visitante     |
| -------------------- | -------------------- | -------------------- |
| América              | 2 - 1                | Boca Js de Cali      |
| Cúcuta               | 2 - 1                | Millonarios          |
| Santa Fe             | 0 - 1                | Bucaramanga          |

| Fecha 6 noviembre 03 | Fecha 6 noviembre 03 | Fecha 6 noviembre 03 |
| Equipo Local         | Resultado            | Equipo Visitante     |
| -------------------- | -------------------- | -------------------- |
| América              | 0 - 1                | Cúcuta               |
| Bucaramanga          | 4 - 1                | Millonarios          |
| Santa Fe             | 0 - 1                | Boca Js de Cali      |

| Fecha 7 noviembre 10 | Fecha 7 noviembre 10 | Fecha 7 noviembre 10 |
| Equipo Local         | Resultado            | Equipo Visitante     |
| -------------------- | -------------------- | -------------------- |
| Millonarios          | 3 - 0                | América              |
| Cúcuta               | 1 - 1                | Santa Fe             |
| Boca Js de Cali      | 1 - 1                | Bucaramanga          |

| Fecha 8 noviembre 17 | Fecha 8 noviembre 17 | Fecha 8 noviembre 17 |
| Equipo Local         | Resultado            | Equipo Visitante     |
| -------------------- | -------------------- | -------------------- |
| Bucaramanga          | 0 - 0                | Cúcuta               |
| Santa Fe             | 2 - 0                | América              |
| Boca Js de Cali      | 0 - 1                | Millonarios          |

| Fecha 9 noviembre 24 | Fecha 9 noviembre 24 | Fecha 9 noviembre 24 |
| Equipo Local         | Resultado            | Equipo Visitante     |
| -------------------- | -------------------- | -------------------- |
| América              | 0 - 1                | Bucaramanga          |
| Cúcuta               | 4 - 0                | Boca Js de Cali      |
| Santa Fe             | 4 - 0                | Millonarios          |

| Fecha 10 noviembre 30 | Fecha 10 noviembre 30 | Fecha 10 noviembre 30 |
| Equipo Local          | Resultado             | Equipo Visitante      |
| --------------------- | --------------------- | --------------------- |
| Boca Js de Cali       | 1 - 2                 | América               |
| Millonarios           | 3 - 1                 | Cúcuta                |
| Bucaramanga           | 3 - 0                 | Santa Fe              |

| Segunda fase - Grupo B - 1957 | AME | BJC | BUC | CUC | MIL | SFE |
| América de Cali               |     | 2:1 | 0:1 | 0:1 | 1:0 | 1:2 |
| Boca Juniors de Cali          | 1:2 |     | 1:1 | 3:0 | 0:1 | 1:0 |
| Bucaramanga                   | 2:1 | 2:0 |     | 0:0 | 4:1 | 3:0 |
| Cúcuta Deportivo              | 4:3 | 4:0 | 3:1 |     | 2:1 | 1:1 |
| Millonarios                   | 3:0 | 2:2 | 1:0 | 3:1 |     | 1:1 |
| Independiente Santa Fe        | 2:0 | 0:1 | 2:1 | 2:3 | 4:0 |     |

### Final Hexagonales
| Ciudad | Equipo local     | Resultado | Equipo visitante | Fecha      |
| Cúcuta | Cúcuta Deportivo | 1 - 0     | Deportes Tolima  | Febrero 16 |
| Ibagué | Deportes Tolima  | 2 - 1     | Cúcuta Deportivo | Febrero 23 |
| Medellín | Cúcuta Deportivo | 1 - 1     | Deportes Tolima  | Marzo 15   |
| Cúcuta Deportivo se declaró ganador por lanzamiento de moneda tras el desempate jugado el 15 de marzo de 1958. |                  |           |                  |            |

## Final
| Fecha                                                            | Ciudad   | Equipo local           | Resultado | Equipo visitante       |
| ---------------------------------------------------------------- | -------- | ---------------------- | --------- | ---------------------- |
| 19 de marzo                                                      | Cúcuta   | Cúcuta Deportivo       | 3 - 4     | Independiente Medellín |
| 23 de marzo                                                      | Medellín | Independiente Medellín | 4 - 0     | Cúcuta Deportivo       |
| Independiente Medellín es el campeón por marcador global de 8-3. |          |                        |           |                        |

|                                           |
| Bandera de Colombia                       |
| Campeón Independiente Medellín 2.º título |

## Definición del subcampeonato
| Fecha                                                        | Ciudad | Equipo local     | Resultado | Equipo visitante |
| ------------------------------------------------------------ | ------ | ---------------- | --------- | ---------------- |
| 9 de abril                                                   | Cúcuta | Cúcuta Deportivo | 3 - 2     | Deportes Tolima  |
| 13 de abril                                                  | Ibagué | Deportes Tolima  | 2 - 0     | Cúcuta Deportivo |
| Deportes Tolima es el subcampeón por marcador global de 4-3. |        |                  |           |                  |

## Goleadores
| Jugador               | Equipo                 | Goles |
| --------------------- | ---------------------- | ----- |
| José Vicente Grecco   | Independiente Medellín | 30    |
| Jaime Gutiérrez       | Independiente Medellín | 23    |
| Roberto Oscar Rolando | Boca Juniors de Cali   | 23    |
| Wálter Marcolini      | Deportes Quindío       | 23    |